# Ricochet
Ricochet oder Ricochet IM ist ein freies, plattformübergreifendes Instant-Messaging-Software-Projekt, das ursprünglich von John Brooks entwickelt und später als offizielles Instant-Messaging-Client-Projekt von der Invisible.im-Gruppe übernommen wurde. Eines der Ziele der Invisible.im Gruppe ist es, Menschen dabei zu helfen, ihre Privatsphäre zu schützen, indem sie einen „metadaten freien“ Instant-Messaging-Client entwickeln.

## Geschichte
Ursprünglich Torsion IM genannt, wurde Ricochet im Juni 2014 umbenannt. Ricochet ist eine moderne Alternative zu TorChat, das seit mehreren Jahren nicht mehr aktualisiert wurde, und zum Tor Messenger, der nicht mehr weiterentwickelt wird. Am 17. September 2014 wurde in einem Wired-Artikel von Kim Zetter bekannt gegeben, dass die Invisible.im-Gruppe mit Brooks an der Weiterentwicklung von Ricochet arbeiten wird. Zetter schrieb auch, dass die Zukunftspläne von Ricochet eine Neugestaltung des Protokolls und die Möglichkeit zur Dateiübertragung beinhalten. Die Neugestaltung des Protokolls wurde im April 2015 umgesetzt.
Im Februar 2016 veröffentlichten die Entwickler von Ricochet ein Sicherheitsaudit, das vom Open Technology Fund gesponsert und von der NCC Group im November 2015 durchgeführt worden war. Die Ergebnisse des Audits waren „einigermaßen positiv“. Bei der Prüfung wurden „mehrere verbesserungswürdige Bereiche“ und eine Schwachstelle festgestellt, die zur Deanonymisierung von Nutzern genutzt werden könnte. Nach Angaben von Brooks wurde die Schwachstelle 2016 behoben.

## Technologie
Ricochet ist ein dezentraler Instant Messenger, das heißt, es gibt keinen Server, mit dem man sich verbinden und Metadaten austauschen muss. Außerdem startet Ricochet mit Hilfe von Tor einen versteckten Tor-Dienst lokal auf dem Computer einer Person und kann nur mit anderen Ricochet-Nutzern kommunizieren, die ebenfalls ihre eigenen, von Ricochet erstellten versteckten Tor-Dienste betreiben. Auf diese Weise verlässt die Ricochet-Kommunikation nie das Tor-Netzwerk. Ein Benutzerbildschirmname (Beispiel: ricochet:hslmfsg47dmcqctb) wird beim ersten Start von Ricochet automatisch generiert; die erste Hälfte des Bildschirmnamens ist das Wort „ricochet“, die zweite Hälfte ist die Adresse des versteckten Tor-Dienstes. Bevor zwei Ricochet-Benutzer miteinander reden können, muss mindestens einer von ihnen seinen eindeutigen Bildschirmnamen auf irgendeine Weise privat oder öffentlich teilen.

## Korrelations-Angriff
Von 2019 bis 2021 wurde Ricochet von den Administratoren (sowie einem verdeckten Ermittler) der Kinderporno- onion seite Boystown verwendet. Um die Täter zu identifizieren, nutzte die deutsche Polizei einen Korrelationsanalyse-Angriff. Durch das Versenden von Ricochet-Nachrichten an die Täter und das Überwachen von mehreren hundert Tor-Knoten auf gleichzeitigen Datenverkehr in der richtigen Größe konnten die Behörden zwischengeschaltete Tor-Knoten und dann auch die Einstiegsknoten der Täter identifizieren und die IP-Adressen der Täter aufdecken.